# Kölnök

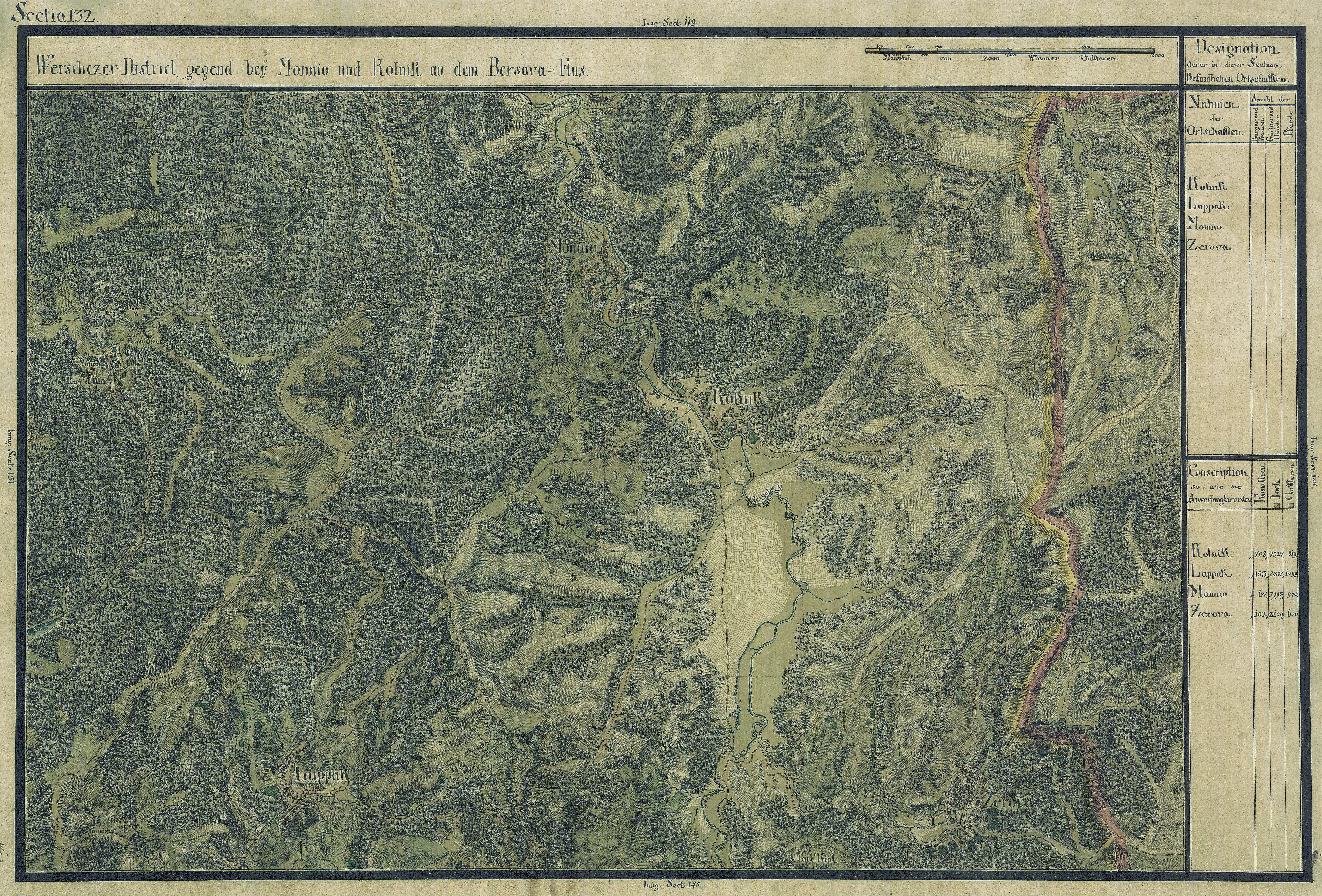
Kölnök egy régi, 1700-as évekből való térképen.

Kölnök románul: Câlnic, falu Romániában, a Bánságban, Krassó-Szörény megyében.

## Fekvése
Resicabányától északnyugatra, a Brezva jobb parti úton fekvő település.

## Története
Kölnök nevét  1597-ben említette először oklevél Kalnic néven. 1699-ben és 1808-ban Kelnik, 1888-ban Kölnik, 1913-ban Kölnök néven említették.
1851-ben Fényes Elek írta  a településről: „Kölnik, Krassó vármegyében, a Berzava mellett, Dognácskához 2 órányira: 6 katholikus, 621 óhitű lakossal, s anyatemplommal. Földesura a kamara.”
A trianoni békeszerződés előtt Krassó-Szörény vármegye Resiczabányai járásához tartozott.
1910-ben 2200 lakosából 2065 román, 83 cigány, 28 német, 22 magyar volt. Ebből 2144 görög keleti ortodox, 50 római katolikus volt.